# Толстохвостый скорпион
Толстохвостый скорпион (лат. Androctonus crassicauda) — вид скорпионов из семейства Buthidae.

## Этимология
Видовое название происходит от лат. crassus — «толстый» и лат. cauda — «хвост», что указывает на массивную, толстую метасому.

## Описание
Окраска покровов варьирует: от светло-коричневой до красноватой, чёрно-коричневой, или совсем чёрной. Длина тела может быть более 10 сантиметров в длину. Метасома очень массивная, клешни педипальп в общем узкие, как и у многих Buthidae.

## Распространение
Палеарктический вид. Встречается в Саудовской Аравии, Кувейте, Катаре, Израиле, Ираке, Иране, Турции, Армении, Азербайджане, (?) Средней Азии, и в странах Северной Африки. Населяет пустыни, полупустыни и сухие предгорья.

## Опасность для человека
Является одним из наиболее высокотоксичных видов мировой скорпиофауны. Укол приводит к тяжёлому отравлению и может закончиться смертью пострадавшего, особенно среди детей, стариков и больных сердечно-сосудистыми заболеваниями.